# Batlokoa
Die Batlokoa bzw. Batlokwa sind eine Ethnie in Südafrika, Lesotho und Botswana. 
Die Batlokoa führen ihre Abstammung auf den Herrscher Kgwadi zurück, einen Sohn des Herrschers Tabane, der um 1500 lebte. Sie bilden verschiedene Gruppen, unter anderem bei den Bapedi im Norden Südafrikas. Sie sprechen je nach Wohnsitz Sepedi, Sesotho oder Setswana. 

## Batlokoa in Basutoland und Lesotho
Die Batlokoa lebten ursprünglich nördlich der Drakensberge. Aufgrund der Mfecane flohen sie westwärts und siedelten sich in den 1820er Jahren im Gebiet des späteren Homelands QwaQwa an. Damals wurden sie von der Regentin ’MaNthatisi und anschließend von ihrem Sohn Sekonyela geführt. Die Batlakoa bedrängten die Basotho, so dass deren Oberhaupt Moshoeshoe I. 1824 seinen Sitz südwärts nach Thaba Bosiu verlegte. 1853 fügten die Basotho den Batlakoa im Verlauf des Seqiti-Krieges bei Marabeng eine Niederlage zu, so dass Sekonyela mit seinen Anhängern in die Kapprovinz floh. Sein Enkel Lelingoana unterstützte allerdings die Basotho im Gun War (1880–1881). Im Anschluss daran siedelten viele Batlokoa im Osten Basutolands (heute Lesotho).
Die Batlokoa wurden zu einem von drei Stämmen der Basotho. Ihre Sprache ist wie die aller Basotho Sesotho. Die anderen Stämme sind die Bakoena und die Bataung. Der Ort Tlokoeng im Mokhotlong-Distrikt ist nach den Batlokoa benannt. Er ist Sitz des Oberhaupts der Batlokoa in Lesotho.

## Batlokwa in Botswana
Im Süden Botswanas leben weitere Batlokwa. Die Stadt Tlokweng im Süden des Landes ist nach ihnen benannt. 1890 gründete das Oberhaupt der Batlokwa, Kgosi Gaborone, die heutige Hauptstadt Gaborone.